# Koyamacalia adenostyloides
Koyamacalia adenostyloides là một loài thực vật có hoa trong họ Cúc. Loài này được H.Rob. & Brettell mô tả khoa học đầu tiên năm 1973.